# Campionati del mondo di triathlon long distance del 1995
I Campionati del mondo di triathlon long distance del 1995 (II edizione) si sono tenuti a Nizza, Francia in data 1º ottobre 1995.
Tra gli uomini ha vinto il britannico Simon Lessing, mentre la gara femminile è andata alla neozelandese Jenny Rose.

## Risultati

### Élite uomini
| Pos. | Nome               | Paese       | Totale   |
| ---- | ------------------ | ----------- | -------- |
|      | Simon Lessing      | Regno Unito | 05:46:17 |
|      | Luc Van Lierde     | Belgio      | 05:48:23 |
|      | Peter Reid         | Canada      | 05:51:17 |
| 4    | Philippe Methlon   | Francia     | 05:52:03 |
| 5    | Christoph Mauch    | Svizzera    | 05:52:21 |
| 6    | Eric Lacaze        | Francia     | 05:53:31 |
| 7    | Yves Cordier       | Francia     | 05:54:13 |
| 8    | Olivier Bernhard   | Svizzera    | 05:54:48 |
| 9    | Eimert Vanderbosch | Paesi Bassi | 05:57:05 |
| 10   | Olaf Rennicke      | Germania    | 05:58:44 |

### Élite donne
| Pos. | Nome               | Paese         | Totale   |
| ---- | ------------------ | ------------- | -------- |
|      | Jenny Rose         | Nuova Zelanda | 06:28:43 |
|      | Ute Schaefer       | Germania      | 06:39:58 |
|      | Ines Estedt        | Germania      | 06:41:13 |
| 4    | Lauren Alexander   | Stati Uniti   | 06:43:51 |
| 5    | Serra Boned        | Spagna        | 06:44:15 |
| 6    | Anne Marie Rouchon | Francia       | 06:44:22 |
| 7    | Katinka Wiltenburg | Paesi Bassi   | 06:47:34 |
| 8    | Marcia Ferreira    | Brasile       | 06:52:36 |
| 9    | Helene Salomon     | Francia       | 06:52:41 |
| 10   | Lydie Reuze        | Francia       | 06:54:19 |